# Phrynarachne dissimilis
Phrynarachne dissimilis là một loài nhện trong họ Thomisidae.
Loài này thuộc chi Phrynarachne. Phrynarachne dissimilis được Carl Ludwig Doleschall miêu tả năm 1859.